# 樹梅礦場
樹梅礦場位在臺灣新北市瑞芳區金瓜石山本山礦體的南端，為1980年代開採金瓜石本山本脈的露天礦場。

## 岩層與礦物
樹梅礦場成礦於石灰質的南港層砂岩及少量的矽化頁岩。礦化作用沿數條北西向斷層最強烈，其黃鐵礦及硫砷銅礦共生現象較不普遍，黃鐵礦多呈浸染狀，硫砷銅礦則較少見，僅局部充填於斷層帶中；此外，在平行於本脈斷層的破裂面上，亦可見填充成礦時期礦物，如明礬石、石英等。

## 地質觀察

### 化石與礦化
南港層砂岩為沈積岩，含有大量古生物活動留下的生痕化石（英語：trace fossil）或是海膽、貝殼化石，亦可觀察到部分化石的含鈣物質被黃鐵礦與石英取代的礦化現象。

### 換質作用
在礦場南邊可以觀察到黏土化露頭，表示此區域為熱水換質作用的邊界。

## 礦業開採
1979年至1987年間，臺灣金屬礦業股份有限公司在此開發露天採礦場，開採數量龐大的低品位金礦，遺留下階梯式露天開採的工業遺產景觀。

## 交通方式
從102縣道往福隆、雙溪方向至接近19K處，左方有一叉路口銜接草山產業道路。沿草山產業道路經貂蘭古道入口，繼續直行約2公里至另一叉路口，該路面為碎石路，建議以步行方式往右下坡走，即可抵達樹梅露天礦場。
另外，從九份金瓜石交界的隔頂，沿著102縣道前進到19K指標附近，為樹梅坪停車場，海拔約502公尺，視野開闊，可清楚觀看九份與金瓜石地區的環境景觀。